# إيهور كوستيزكي
إيهور كوستيزكي، المعروف أيضًا بالاسم المستعار إيوان ميرسلاكو ((بالأوكرانية: Іван В’ячеславович Мерзляков)‏، هو مؤلف وكاتب مسرحي ومترجم وناقد أدبي وناشر أوكراني. ولد في 14 مايو 1913 (1 مايو 1913 OS) في كييف، الإمبراطورية الروسية، نشأ كوستيزكي في كييف وفينيتسيا. خلال الثلاثينيات من القرن الماضي، درس الإخراج المسرحي والتمثيل في لينينغراد وموسكو، وقضى عامين ممثلًا في جبال الأورال. بدأ كوستيزكي حياته الأدبية في ذلك الوقت بتأليف مراجعات باللغة الروسية للعروض المسرحية. كتابه الأول، الموقع باسمه المستعار الذي يتضمن اسم والدته قبل الزواج، كتب في فينيتسا في عام 1941. في أوائل الأربعينيات، بعد اندلاع الحرب العالمية الثانية، عاد إلى فينيتسا التي احتلتها ألمانيا وعاش هناك حتى خريف عام 1942، عندما رُحّل إلى ألمانيا للعمل القسري. واصل كوستيزكي مسيرته الأدبية النشطة في معسكرات النازحين بعد الحرب في ألمانيا الغربية، واستمر في كتابة ونشر الأعمال بأسلوب تقليدي وحداثي مشترك، ونشر بإيجاز مجلة فنية وأدبية قصيرة العمر، وأصبح أحد مؤسسي الحركة الفنية الأوكرانية (MUR، (بالأوكرانية: Мисте́цький Украї́нський Рух)‏).
من عام 1949 إلى عام 1969، كان كوستيزكي محرر مجلة أوكرانيا أي سفيت ((بالأوكرانية: Україна і Світ)‏، أوكرانيا والعالم)، وهي مجلة للشؤون الثقافية والأدبية والعلمية والسياسية تنشرها إليا سابيها في هانوفر بألمانيا الغربية. أنشأ كوستيزكي مع زوجته، الشاعرة والمترجمة الألمانية إليزابيث كوتماير، «نا هوري» ((بالأوكرانية: На горі)‏ على الجبل) وهي دار نشر في منتصف الخمسينيات من القرن الماضي، ونشرت عشرات الكتب بما في ذلك الترجمات الأوكرانية للكلاسيكيات الأدبية.

## أعمال بارزة
- حكايات عن المنتصر (1946)
- هناك حيث تبدأ المعجزة (1948)
- سياسة المسرح السوفيتي ونظام ستانيسلافسكي (1956)
- المسرح على عتبة داركم (1963)
- العالم كله ملك لك (2005) [نُشر بعد وفاته]